# Casa Davidson-Smitherman
La Casa Davidson-Smitherman, también conocida como la plantación Davidson, es una casa de plantación histórica ubicada en Centerville, Alabama, Estados Unidos. Fue agregado al Registro Nacional de Lugares Históricos el 6 de enero de 1988.

## Historia
La casa fue construida en 1837 para Samuel Wilson Davidson, nativo de Carolina del Norte. Se instaló en el Condado de Bibb (entonces condado de Cahaba) en 1819. Fue una de las primeras personas en comprar lotes a lo largo de la orilla este del río Cahaba en lo que se convertiría en la ciudad de Centerville durante 1823. Davidson finalmente acumuló tierras de cultivo que ascendían a más de 2000 acres (809,4 ha). Su propiedad inmobiliaria estaba valorada en $12,000 y tenía 98 esclavos en 1850. En 1860, Davidson era el plantador más extenso y el ciudadano más rico de la zona. Falleció en 1863.
La casa permaneció en manos de la familia Davidson hasta 1869, cuando fue comprada por Thomas y Betty Smitherman. Thomas Smitherman fue un destacado abogado local. Los descendientes de Smitherman conservaron la propiedad hasta que se vendió a William E. Henderson en 1963. Él, a su vez, lo vendió después de dos años a Charles L. Hollinsworth, quien se lo vendió a Gladys Pittman Leggett en 1972.

## Descripción
La casa fue construida en estilo federal de 2 1/2 pisos. Es una de las dos mejores casas anteriores a la guerra que quedan en el condado y una de las dos casas más antiguas de Centerville. La estructura de madera se coloca sobre un sótano de ladrillo completo. Tanto la parte delantera como la trasera cuentan con tres fachadas de bahía, insertadas con 12 sobre 12 ventanas de guillotina en la planta baja y 12 sobre 8 ventanas en la planta superior. La fachada frontal cuenta con un porche de dos niveles de ancho completo con soportes decorativos, mientras que la parte trasera cuenta con un porche de un piso con soportes que combinan con los del frente. El interior está dispuesto en un plano de pasillo central, con una escalera de vuelo inverso. La casa tiene mantos y revestimientos de madera de estilo federal, con pisos de madera de pino en todas partes.